# Qualificazioni alla Coppa delle nazioni africane 2021 - Gruppo L

## Classifica
| Squadra      | Pt | G | V | N | P | GF | GS | DR |
| ------------ | -- | - | - | - | - | -- | -- | -- |
| Nigeria      | 14 | 6 | 4 | 2 | 0 | 14 | 7  | +7 |
| Sierra Leone | 7  | 6 | 1 | 4 | 1 | 6  | 6  | 0  |
| Benin        | 7  | 6 | 2 | 1 | 3 | 3  | 4  | -1 |
| Lesotho      | 3  | 6 | 0 | 3 | 3 | 3  | 9  | -6 |

## Risultati

### 1ª giornata
| Arbitro: | Jean Ouattara |

|          |           |               |
| Quee 72’ | Marcatori | 90’ Thabantso |

| Arbitro: | Issa Sy |

|                               |           |              |
| Osimhen 45+1’ (rig.) Kalu 62’ | Marcatori | 3’ Sessègnon |

### 2ª giornata
| Arbitro: | Jean-Marc Ganamandji |

|            |           |  |
| Dossou 28’ | Marcatori |  |

| Arbitro: | Joshua Bondo |

|                                |           |                                          |
| Masoabi 11’ Awaziem 90’ (aut.) | Marcatori | 26’ Iwobi 38’ Chukwueze 75’, 85’ Osimhen |

### 3ª giornata
| Arbitro: | Cheruiyot |

|                                         |           |                                    |
| Iwobi 4’, 27’ Osimhen 21’ Chukwueze 29’ | Marcatori | 41’ Quee 72’, 86’ Kamara 80’ Bundu |

| Arbitro: | Sikazwe |

|            |           |  |
| Dossou 24’ | Marcatori |  |

### 4ª giornata
| Freetown 17 novembre 2020, ore 16:00 UTC+0 | Sierra Leone | 0 – 0 referto | Nigeria | National Stadium\| Arbitro: \| Abid Charef \| |
| Arbitro:                                   | Abid Charef  |               |         |                                               |

| Maseru 17 novembre 2020, ore 18:00 UTC+2 | Lesotho     | 0 – 0 referto | Benin | Setsoto Stadium\| Arbitro: \| Ali Sabilla \| |
| Arbitro:                                 | Ali Sabilla |               |       |                                              |

### 5ª giornata
| Maseru 27 marzo 2021, ore 14:00 UTC+2 | Lesotho     | 0 – 0 referto | Sierra Leone | Setsoto Stadium\| Arbitro: \| Rakotojaona \| |
| Arbitro:                              | Rakotojaona |               |              |                                              |

| Arbitro: | Redouane |

|  |           |               |
|  | Marcatori | 90+4’ Onuachu |

### 6ª giornata
| Arbitro: | Duarte |

|                                   |           |  |
| Osimhen 22’ Etebo 50’ Onuachu 83’ | Marcatori |  |

| Arbitro: | Guirat |

|                      |           |  |
| K. Kamara 19’ (rig.) | Marcatori |  |